# Polaryzacja wiązań chemicznych
Polaryzacja wiązań chemicznych – zjawisko nierównomiernego rozkładu cząstkowego ładunku elektrycznego na atomach połączonych wiązaniem chemicznym.
Spontaniczna polaryzacja wiązań chemicznych wynika w pierwszym rzędzie z różnej elektroujemności związanych z sobą atomów. W uproszczeniu atom o większej elektroujemności „ściąga” w swoim kierunku chmurę elektronową tworzącą wiązanie na skutek czego uzyskuje cząstkowy ładunek ujemny, zaś atom mniej elektroujemny jest „odsłaniany” i uzyskuje cząstkowy ładunek dodatni. W rezultacie między atomami powstaje elektryczny moment dipolowy, którego wektor jest skierowany wzdłuż wiązania w kierunku atomu mniej elektroujemnego.
W przypadku wiązań między atomami tego samego pierwiastka chemicznego zjawisko spontanicznej polaryzacji również może zachodzić. Ma to miejsce wtedy, gdy do atomów są przyłączone dwie grupy funkcyjne różniące się stopniem elektrofilowości. Zdarza się to bardzo często w przypadku organicznych związków chemicznych, gdzie zjawisku temu podlegają najczęściej wiązania węgiel-węgiel.
W praktyce niemal wszystkie wiązania chemiczne są w większym lub mniejszym stopniu spolaryzowane. Jedynym wyjątkiem są wiązania atomowe w cząsteczkach dwuatomowych tego samego pierwiastka chemicznego, np. N2 lub O2. Na drugim biegunie znajdują się wiązania jonowe, które są tak bardzo spolaryzowane, że tworzące ją atomy stają się różnoimiennymi jonami na skutek całkowitego przeniesienia elektronów z jednego atomu na drugi.
Oprócz polaryzacji spontanicznej istnieje też polaryzacja wymuszona. Ma ona miejsce w sytuacji gdy na cząsteczkę działa silne pole elektryczne, cząsteczka znajduje się w otoczeniu innych silnie polarnych cząsteczek (np. w trakcie solwatacji) lub wiązanie zostało wzbudzone promieniowaniem elektromagnetycznym, którego działanie nie spowodowało jego rozerwania. Miarą zdolności wiązań do polaryzacji wymuszonej jest nazywana ich polaryzowalnością.